# 주명건
주명건(朱明建, 1947년 5월 3일 ~ )은 대한민국의 학자, 교육자이다. 공군사관학교 교관과 연세대학교 강사, 세종대학교 교수를 거쳐 세종대학교 이사장을 역임(1996~2005년) 하였다. 현재는 세종대학교 법인 대양학원의 명예이사장이다.
1978년 수도여자사범대를 남녀 공학인 세종대학으로 개편하고, 이후 종합대학교 승격으로 발전의 기틀을 마련한 후, 상경대학, 공과대학, 전자정보공학대학, 경영대학원, 관광대학원, 세종사이버대학교를 설립하였다. 이러한 변신은 시대가 바뀌면서 새로운 인재 양성의 필요성을 인식한 결과였다. 또한 그는 대학의 기본은 연구에 있다고 판단하여 연구실적을 중시하였다. 이를 위해 우수한 교수진의 확보가 가장 중요하므로, “세상에서 으뜸가는(世宗) 교수진이 으뜸가는 인재를 키운다.”라는 목표로 우수교수를 초빙한 결과 중앙일보 2005 전국대학평가에서 교수연구부분 국내 6위로 평가되었다.
그 후 세종대학은 이를 기반으로 2023년 9월  SAIST(세종과학기술원: Sejong Advanced Institute of Science and Technology)를 설립하여 첨단 미래전략분야 연구개발을 위한 중장기 G2 프로젝트 추진 등 글로벌 연구중심대학으로의 발전을 추진하고 있다. 그 결과 세종대학은 2024 QS아시아대학평가에서 76위를, THE 2023 THE 세계대학평가에서 국내 8위, 세계 251~300위권에 올라섰다. 그리고 2023 US 뉴스&월드 리포트 세계대학평가에서는 국내 7위를 차지하게 되었다.
그는 한국의 장기발전전략에 대하여 관심을 가지고 제2국민연금기금 제안, 광개토 프로젝트, 경부운하 및 내륙수운개발, 경제통합, 우니쉬(Unish), 항공우주산업, 금융개혁, 인구감소문제 해결방안, 식량자원문제 해결방안, 교육개혁, 북핵문제 해결방안 등 경제와 정치 전반에 걸친 많은 제안들을 하여 정책으로 반영되었다. 최근에 그는 국내외적으로 봉착해 있는 한국의 위기를 극복하기 위해 서울항 개발 제안 이후  지난 30여년 동안 연구해온 UN City 프로젝트 추진에 전력을 다하고 있다. 이와 더블어 그는 북극항로 개척,세계연방정부(UNW; United Nations of the World)의 설립, 가덕도 신공항 건설, UCOT(Underground City of Tomorrow) 프로젝트 등 국토개조 전략 추진에도 많은 관심을 가지고 있다. 

## 연구업적
그는 세종연구원과 물경제연구원을 설립하여 다수의 국가전략을 제시하였으며, 우리나라가 지경학적 조건을 활용하여 물류 중심국가가 되어야한다는 전략연구에 진력하고 있다. 국가생존전략으로 정치, 행정 개혁, 관광산업 및 세계경제통합 등을 제시하였고, 내륙수운 건설 등 국토개조전략을 제안하여 정부시책에 반영되기도 하였다. 
그 밖에 제2국민연금기금, 우니쉬(Unish), 북핵문제 등 여러 분야에서 전략을 제안하였으며, 특히 VISION 2045전략 연구에  진력해 왔다. 
특히 그는 미중무역전쟁, 국가부채 및 가계부채 증가, 인구절벽, 노사관계 갈등 등을 해결하기 위해 4천만명이상의 메가시티 건설하는 UN City 프로젝트를 추진하고 있다. 이는 경기만에 250km의 방조제를 건설해서 약 12억평을 간척하고 60년간 매각수익 2천여 조원으로 제2국민연금을 만들어 재정위기를 극복하는 것이다. 또한 그는 테러, 전쟁, 금융 위기, 팬데믹, 마약밀매 등  문제 해결에 제 기능을 발휘하지 못하는 UN을 실제로 작동할 수 있는 세계연방정부(UNW) 설립, 저출산 문제를 해결하기 위해 가덕도 신공항 건설 확대 개발, 북한 핵 대비 및 서울시 교통체증해소를 위한 UCOT 프로젝트를 추진하고 있다.
| 날짜       | 주제                            |
| 2023-08-02 | K-LDS 국토개조전략              |
| 2023-11-10 | 수소에너지                      |
| 2023-11-15 | 이차전지                        |
| 2023-11-17 | 국토개조전략                    |
| 2023-11-27 | VISION2045                      |
| 2023-11-30 | 인공지능                        |
| 2023-12-15 | SMET                            |
| 2023-12-20 | 국토개조전략                    |
| 2023-12-28 | VISION2045                      |
| 2024-01-05 | 사이버보안                      |
| 2024-02-02 | VISION2045                      |
| 2024-02-07 | 국토개조전략                    |
| 2024-02-23 | 교원 창업 우수사례              |
| 2024-03-15 | 국토개조전략                    |
| 2024-04-08 | 언더그라운드 시티               |
| 2024-04-12 | VISION2045                      |
| 2024-04-17 | 언더그라운드 시티               |
| 2024-06-13 | 언더그라운드 시티               |
| 2024-07-11 | UCOT                            |
| 2024-08-13 | 내륙항 대구항의 필요성과 타당성 |
| 2024-09-06 | 포일운하                        |
| 2024-09-20 | 북극항로                        |
| 2024-09-25 | 전평운하                        |
| 2024-10-10 | 가덕도 신공항                   |
| 2024-10-31 | 상류댐                          |
| 2024-11-07 | 경부운하                        |
| 2024-11-14 | 가덕도시티                      |
| 2024-11-21 | 상수도 이전                     |
| 2024-11-28 | UCOT                            |

## 학력
- 1965 ~ 1969년  미국 샌프란시스코 대학교 경제학 학사
- 1969 ~ 1970년  미국 시러큐스 대학교 경제학 석사
- 1975 ~ 1978년  미국 매사추세츠 대학교 경영경제학 박사

## 저서
- 해상권과 한국의 생존전략(세종연구원,2016)
- 세계 식량자원과 한국의 생존전략(세종연구원,2016)
- 항공우주 방위산업과 한국의 생존전략(세종연구원,2015)
- 한반도의 운명을 결정한 전쟁(세종연구원,2015)
- 아시아의 허브를 만들자: 한국의 생존전략 III(세종연구원, 2014)
- 경기만(뉴서울)프로젝트: 제2국민연금 기금조성과 고용창출 방안(세종연구원,2012)
- 국운 개척을 위한 현명한 국가전략: SMART Deal (세종북스, 2007)
- 경제학사 : 경제혁명의 구조적 분석(박영사, 2007)
- 경제학원론 (박영사, 1986,1990,1993,1996,1998,2000)
- The New Asia in Global Perspective(Palgrave Macmillan,2000)
- 국운 개척을 위한 SMART 시스템: 남북공영을 위한 경제협력(세종연구원,2000)
- 국운 개척을 위한 SMART 시스템: Delta형 국토개조 전략 (세종연구원, 1999)
- 시장 대 국가(역저,세종연구원,1999)
- 불황경제학 (역저,세종서적, 1999)
- 글로벌 경제와 뉴아시아 (세종연구원, 1999)
- 국난 극복을 위한 SMART시스템: 물자원 개발과 국토개조 전략(세종연구원,1998)
- 경제학원론(박영사,1998)
- 경제학사: 경제혁명의 구조적 분석(박영사,1998,1991)
- 물류·지가혁명과 서울항(가칭) 건설 (세종연구원, 1997)
- 보잉777 (역저, 세종연구원, 1997)
- 천박의 세대와 새로운 도전 (역저,세종연구원, 1997)
- 동북아 물류센터 서울항(세종연구원,1997)
- 경부·경안운하와 물류혁명(세종연구원,1997)
- 광복 100년을 위한 국가전략: Vision 2045(공저,세종연구원,1997)
- 우리도 운하를 개척하자: 물류혁명과 국토개조 전략 (세종연구원, 1996)
- 경제학의 부활 (역저,세종서적, 1996)
- 자유무역과 국제경제 전략(대한상공회의소 1990)
- 항공경제론 (세종대학교 출판부, 1989)
- 경제사상과 교육(세종대출판부 1989)
- 경제윤리 (공저,박영사, 1987)
- 미국경제사 (박영사, 1987,1983)
- 세계 경제론(박영사, 1986)
- 경제사상사(박영사,1984)
- 미국경제사 (박영사,1983)
- 새 경제학 원론(박영사,1983)
- 경제철학 (역저,정음사, 1974)

## 논문
- 21세기를 위한 UN 개혁(Reforming the United Nations for the 21st Century,International Policy Digest,2024.10.9)
- 제2국민연금과 저출산대책기금 조성을 위한 국토개조전략(세종연구원 유니노믹리뷰 2024년 7권 2호)
- K-LDS(국토개조전략)(세종연구원 유니노믹리뷰 2024년 7권 1호)
- K-AR 북극항로 개척(세종연구원 유니노믹리뷰 2023년9월)
- Necessity and Composition Strategy of World Government (경제통합연구소 2023 Journal of Economic Integration Vol.38, No.2)
- UN CITY 프로젝트(세종연구원 유니노믹리뷰 2022년 5권 1호)
- 21세기 한국의 생존전략: UN City Project(물경제연구원,2020년3월)
- 세계의 평화수도 건설과 한국의 생존전략(2016,Vol.17, No.1,Global Affairs)
- 재정위기와 한국의 생존전략(2016,Vol.16, No.4, Global Affairs)
- 북한의 핵과 한국의 생존전략(2016,Vol.16, No.3,Global Affairs)
- 통화전쟁과 한국의 생존전략(2016,Vol.16, No.2,Global Affairs)
- 세계 식량자원과 한국의 생존전략(2015,Vol.16, No.1,Global Affairs)
- 광개토 프로젝트:한국의 생존을 위한 국가개조전략(2015,Vol.15, No.4,Global Affairs)
- 아세안과 한국의 생존전략(2015,Vol.15, No.3, Global Affairs)
- 해상권과 한국의 생존전략(2015,Vol.15, No.2,Global Affairs)
- 한국의 물자원과 미래전략(2014, Vol.15, No.1,Global Affairs)
- 한반도의 운명을 결정한 전쟁(2014,Vol.14, No.4,Global Affairs)
- A&D산업과 한국의 생존전략(2014,Vol.14, No.3,Global Affairs)
- 세계금융위기 극복을 위한 Global Governance(한국경제학회 한국경제포럼 2014 Vol.7 No.2)
- 브레튼우즈체제 이후의 글로벌 거버넌스((2014,Vol.14, No.2,Global Affairs)
- 한국의 생존전략III:아시아의 허브를 만들자(2013,Vol.13, No.3,Global Affairs)
- 항공우주산업 발전전략(항공산업연구소 2013 항공산업연구 77집 봄호)
- 복지재원 확보위해 지하경제 양성화를(2012 겨울호 Global Affairs)
- What Does Integration Signify?: Its Origin and Optimism for the Global Economy(경제통합연구소 2012 Journal of Economic Integration  Vol.27 No.2)
- 21세기 한국의 생존전략(2011 겨울호, Global Affairs)
- 항공우주산업의 현황과 전망(한국항공우주학회 2001 학술발표회 논문집 )
- 초일류 국가의 조건(세계전략연구 제7권 제1호 2001.10.22.)
- 중점제안 : 지방화 시대에 부응할 수 있는 국토의 ' Delta ' 형 개조 전략(대한지방행정공제회 地方行政 1999 Vol.48 No.553)
- 세종의 훈민정신과 세계공영어(세종대왕탄신600돌 기념문집,1999년1월29일)
- 광복 100년을 위한 국가전략 : Vision 2045(세종연구원 1997)
- The Need For a Universal Language and Methods of Its Creation as Suggested by Hangul(Journal of Universal Language 3, May 1996)
- 내륙수운건설의 우선순위와 국토개조전략(대한조선학회지 1996.2 Vol.33 No.1)
- 농산물 시장개방에 있어서 곡물법 논쟁의 역사적 교훈(한국경제학회지,1994)
- 항공우주산업의 사회경제적 영향과 기술개발전략(항공산업연구소 항공산업연구 1992 25집)
- 서구경제사상과 이론의 역사적 고찰과 새 경제학의 모색: 경생학(Zoenomics)(서울대학교 경제연구소 경제논집 1987 Vol.26 No.4)
- 항공산업의 전망과 육성전략(항공산업연구소 항공산업연구 1985 11집)
- 신보호무역주의 종합적 고찰 및 수출증대 방안(국제경제연구소 국제경제연구 1984.8)
- 경제발전의 본질과 정책수단(국제경제연구소 국제경제연구 1984.5)
- 경제발전의 요건과 경제풍토(교수논문집 1983 Vol.10)
- 경제금융과 사채(금융경제 1983.8)
- 경영혁명의 경제적 의미(교수논문집  1982 Vol.9)
- 항공산업 육성에 있어서 정부의 역할과 영향(교수논문집,1981.3)
- 미국과 영국의 항공산업육성 정책의 국방 경제적 분석(항공산업연구,1981.6)
- 국방예산의 활성화 방안으로서의 항공산업 개발 전략(항공산업연구 1979 제1집)
- 항공공업의 본질과 육성방안(한국항공우주학회 한국항공우주학회지 1978 Vol.6 No.2)
- 경제권의 형성과 새 질서의 확립(공군사관학교 논문집 1973 Vol.4)

## 기고문
- 서울에 핵전쟁 대비한 ‘미래형 지하 도시’ 건설하자(신동아, 2024.10)
- 핵전쟁 막는 '미래형 지하도시' 서울에 만들자(조선일보, 2024.9.4.)
- 가덕도 개발로 저출산 비용 충당하자(월간조선 2024.6)
- 해외기업 유치, 한국을 ‘동북아 싱가포르’로(중앙일보,2017.2.20.)
- 트럼프 시대, 한국의 생존전략(중앙일보,2017.2.19.)
- 세계 평화의 수도를 경기만에 건설하자: 한국의 생존전략<월간조선,2016.12>
- 소득세·법인세 내려 경제 불씨 살릴 때(중앙일보,2016.11.3.)
- '조건부 핵개발'로 美·中이 北 압박게 해야: 대한민국 5대 생존전략<신동아,2016.10>
- 대한민국이 식량 수출국이 되는 길 : 양식업 기술 개발하고 곤충산업 육성하자! <월간조선2016.1>
- 광개토 프로젝트 : 세계최대의 도시국가 건설을 위한 국가개조전략<외교, 2015.10.30.>
- 인구절벽 맞는 한국의 생존 전략은?(중앙일보 2015.6.29.)
- AIIB에 늑장 가입한 한국이 주도권 찾으려면(중앙일보,2015.4.7.)
- 대한민국이 해양강국이 되는 길: 조선·해운산업을 키우고 물류거점항을 만들자!<월간조선,2015.3>
- 금융위기 극복을 위한 세계의 생존전략<외교,2015.1.31>
- '대한민국 선진화'에 대한 제언: 규제 풀고, 시장 활짝 열어 물류·FTA·금융 허브 돼야<신동아,2014.7>
- 붕괴된 브레턴우즈체제와 그 개혁방안(월간조선, 2014.4>
- 한국의 생존전략 : 3대 위기와 6대 극복 방안<월간조선,2014.1>
- 4대강사업 제안자가 내놓은 한국의 생존전략: 경기만을 메우자!<월간조선,2013.6>
- 한국의 생존전략: 항공우주산업에 집중하자<월간조선,2013.4>
- 한 경제학자의 정치개혁론 : 농업시장 개방해 복지 재원 20조 확보하자!<월간조선,2013.3>
- 한국의 생존전략: 항공우주산업에 집중하자: 캐나다 봄바디어 인수하면 항공 선진국 가능<월간조선,2013.4>
- 21세기 한국을 위한 생존전략-"광개토 프로젝트": 경기만 간척으로 동북아 허브를 만든다<신동아,2012.10>
- 제2 국민연금을 만들자<중앙일보,2012.11.12>
- 한국, 한공우주산업에 기회있다<매일경제신문,2012.11.13>
- 복지재원 확보를 위해 지하경제 양성화를<동아일보.2012.7.13>
- 경기만을 개발하여 제2 국민연금을 만들자<동아일보, 2012.1.20>
- 제2의 국민연금 기금 만들자<동아일보, 2010.11.18>
- G20 상설본부를 서울에 유치하자<동아일보, 2010.9.9>
- 상수원 대책, 고랭지 밭 대책부터<매일경제신문, 2010.8.19>
- 농·축산업 구조개선 시급하다<중앙일보, 2010.7.6>
- 경기만을 간척해 국운 돌파구로 삼아야<조선일보, 2010.5.26>
- 운하건설은 콜럼버스 달걀<신동아 2009.3>
- 뉴욕은 애초 보스턴보다 작았다<한국경제신문, 2008.3.27>
- 하천 준설하면 홍수 막을 수 있다<동아일보, 2008.9.18>
- 아시아의 물류거점과 경기만 간척<매일경제신문, 2008.3.6>
- 상수원을 더 상류로 옮길 때다<중앙일보, 2007.11.26>
- 내륙운하 건설을 추진하라<중앙일보, 2003.7.14>
- 서울항을 건설하자<조선일보, 2003.6.16>
- 일류 국가의 조건<조선일보, 2002.11.13>
- 경안운하 건설이 경인운하보다 경제적이다<중앙일보,2002.2.23>
- 경제난국 타개할 한국판 뉴딜정책<매일경제신문, 2001.4.20>
- 남북합작댐 실보다 득이 크다<매일경제신문, 2001.2.2>
- 경안운하 건설이 경인운하건설보다 경제적<중앙일보, 2000.12.12>
- 국난극복을 위한 에너지 정책<매일경제신문,1999.1.26>
- 서울항’ 건설과 한·중 공조<중앙일보,1998.11.6>
- 물 자원 공동개발을 통한 통일전략<이코노미스트, 1998.10>
- 식수댐보다 나은 방법<중앙일보,1998.9.28>
- SMART체제로 국닌극복을<중앙일보,1998.9.10>
- 한국 경제의 재도약 : 서울항 건설<매일경제신문,1998.1.9>
- 금융공황 극복 방안<중앙일보, 1997.12.23>
- 첨단항공산업의 경쟁력<한국경제신문, 1997.11.24>
- 국가혼란을 막을 제도 보완을<중앙일보,1997.11.8>
- 토지정책 발상 바꿔야<중앙일보,1997.11.4>
- 관광수지 적자 해소를 위한 국가전략<중앙일보, 1997.10.14>
- 남북경협과 통일국가전략<중앙일보,1997.9.23>
- 해방 백년을  위한 국가전략<중앙일보,1997.8.26>
- 금융위기와 정부의 인식전환<한국경제신문, 1997.8.11>
- 물류혁명과 국토개조<중앙일보, 1997.8.5>
- 선거개혁과 국가경쟁력<중앙일보,1997.7.15>
- 서울항을 건설하자<월간조선,1997.6>
- 서울항 건설로 국운 개척하자<한국경제신문,1997.4.5.>
- 서울항 왜 건설해야 하나 : 한계 달한 수도권 물류체계 개선·경쟁력 회복에 시급<이코노미스트,1997.4.15.>
- 물 자원 개발과 국토개조전략<한경비즈니스,1996.9.3>
- 아산만을 국제항으로 개발하라<시사저널,1996.8.1>
- 시화호의 위기를 도약의 계기로 만들자<매일경제신문,1996.7.9>
- 수자원 개발을 통한 남북협력 방안<중앙일보,1996.7.7>
- 과감한 투자가 위대한 민족을 만든다<조선일보,1996.6.7>
- 한국을 동아시아의 물류기지로 만들자<시사저널, 1996.1.25>
- 심각한 물류난 「내륙수운」으로 풀자<신동아, 1995.7>
- 내륙수운 체계의 필요성과 타당성<한국경제신문,1995.4.22>
- 한강·낙동강 잇는 운하 만들자<시사저널, 1995.4.20.>
- 한국 제2도약의 조건;항만인프라 건설 서두르자<중앙일보,1994.11.30>
- 농업정책을 위한 제언<중앙일보,1994.8.29>
- 국제교역전 유치로 경쟁력 높이자<중앙일보,1994.3.15>
- 환태평양자유무역협정(PARFTA)의 의의<조선일보,1992.3.4>
- 자유경쟁풍토가 제2도약을 부른다<주간매경,1984.12>